# Psoralea corylifolia
Psoralea corylifolia, синонім Cullen corilifolium, (Бабчі) — представник родини Leguminosae, що використовується в традиційній медицині Китаю та Індії. 
Psoralea corylifolia містить різні сполуки, зокрема бакучіол (BAK), псорален, псоралідін, ізопсорален і бавачин. BAK вперше виділили з P. corylifolia в 1966 році, і його знаходять у насінні цієї рослини та інших бобових.
BAK — основний біоактивний меротерпен, який має антибактеріальні, протизапальні, протиракові, антидепресивні, гіпоглікемічні, антиоксидантні та естрогеноподібні властивості. 
BAK пов'язаний з різними захворюваннями, такими як ішемічно-реперфузійне ураження міокарда (ІРУ), фіброз печінки, рак, остеопороз, діабет та нейродегенеративні захворювання, і має значні захисні ефекти на серце та печінку.
Останні дослідження показують, що BAK активує сигнальний шлях SIRT1, збільшуючи експресію антиапоптотичної молекули Bcl2 і зменшуючи експресію проапоптотичних молекул Bax і каспази-3, запобігаючи пошкодженню мітохондрій. BAK сприяє апоптозу гепатичних астроцитів через каспазо-3-залежний шлях і бореться з фіброзом печінки, також захищаючи від гепатотоксичності, викликаної tBH, CCl4 та D-GalN. Крім того, BAK зменшує набряк та запалення легень при сепсисі.

## Народні назви
Бемчі (гінді), Айндаві, Чандерлеха, Куштхахантрі, Сітаварі, Веджані, Сугандхакантак, Крішнапхала, Каламеші, Сасанкарекха (санскрит), Бабчі, Бавачі (урду), бабечі (гуджараті), баванчі (маратхі), баванчалу, кала-гінджа (Телегу), Карпокаріші (тамільська), Сомараджі (Канад), Каркокіль (Малялам), Хабуча (Ассам), Бакучі (Орія), Какуч і Бакучі (Бенгалія).
Інші — насіння бабчі, насіння псоралеї, малайський чай, горох лускоподібний та західно-індійське атласне дерево (англ.). 

## Опис
Однорічна рослина з пружним стеблом 30-180 см заввишки. Для росту потребує теплого без затінку місця. Зростає на глинистих, піщанних та суглинних грунтах, може вижити як в нейтральному, так в кислому і лужному середовищах. 
Найкращий період посіву з березня по квітень. Дозрівання насіння відбувається в листопаді. Рослина за належних умов росте до 5-7 років. 
Плід багаторічний, не виживає при низькій температурі. Аромату немає, на смак гострі, їдкі та неприємні. 
Дрібна квітка за розміром, форма червоної конюшини. Квітки розпускаються під час дощу — пурпурного з синіми відтінками кольору. Листки прості, широкі. еліптичні, опущені і зі світлими ворсинками на обох поверхнях. Суцвіття має 10-30 квіток. 
Стручки невеликого розміру (3,5–4,5 × 2,0–3,0 мм). Форма довгаста, яйцевидна, може бути пласкою. Колір стручка схожий на темний шоколад (темно-коричневий). 
Одна насінина, яка має витягнуту стиснуту форму, гладка поверхня, без кісточки.
Насіння не мають ендосперму, жирна текстура, не містять крохмалю.
Врожай дозріває повністю за 7-8 місяців, і так як насінню потрібен час аби дозріти, збір урожаю зазвичай переносять 4-5 разів з грудня по березень. 

## Хімічні складові
P. corylifolia має в своєму складі велику кількість різних речовин (флавони, кумарини, монотерпени, халкони, ліпіди, смоли, стигмастероїди та флавоноїди). Також наявна олії.
Фітохімічний склад змінюється, залежно від сезонних коливань, і здебільшого виявляють концентрування біоактивних сполук в насінні.

#### Насіння
Насіння P. corylifolia містить багато біоактивних компонентів. Олія з насіння є неспонуковуваною при температурі 180-190 °C і містить метилглюкозид. 
- Ефірна олія, фіксована олія та смола з домішками алкалоїдів.
- Бакучіол, бісбакучіоли А і В, а також низькополярні ефірні екстракти, що містять кетони та альдегіди, такі як корилінал і псорален.
- Псоракориліфоли А–Е, халкон, бавахроманол, а також флавоноїди кориліфоли А, В, і С, бавалахалкон.
- Глікозиди псораленозид і ізопсораленозид.
- Баванинін (BCN), баванчин, ізобаванчин та ізобавахалкон (IBC).

#### Фрукти
Плоди P. corylifolia містять липкий і олійний перикарп. 
- Новий ізофлавон корилінін та інші сполуки: ізопсорален, псорален, софоракуместан А, необаваізофлавон, дайдзеїн та урацил.
- Ізофлавоноїди геністеїн, дайджеїн та біоханін А.
- Флавоноїди бакуізофлавон та бакуфлаванон з антимікробною активністю.
- Псорален, ангелицин, бавалахалкон, 13‐дигідро‐12,13‐епоксибакучіол, бакучіол, п-гідроксибензальдегід, стигмастерол та β-ситостерол.

#### Коріння
Коріння P. corylifolia містить:
- Фуранокумарини псорален і ізопсорален — мають антифідантну активність проти личинок Spodoptera litura(інші мови).[3]

## Етнофармакологія
P. corylifolia є важливою частиною терапії в Аюрведе та в китайських ліках. Використовуються усі частини рослини (але найбільше насіння) і в різні способи, як при зовнішньому, так і при внутрішньому застосуванні для організму людини, при обробці харчових продуктів. Має кардіоактивність, протимікробну дію і цитотоксичні властивості.
Використовується як освітлювальний депігментувальний крем.
В китайській медицині цю рослину вважають цілющою, особливо в зоні нирок і селезінки.
В Аюрведе застосування рослини у вигляді пасти і як мазь для зовнішнього застосування, а також для внутрішнього лікування різних станів таких як алопеція, запалення, лейкодермія, псоріаз, екзема.
Насіння використовується для зцілення недуг: воно є сечогінним, проносним, протигельмінтним засобом, застосовується при гарячкових станах.
В Індії порошок насіння змішують з хараталабхасмою (жовтий миш'як) і сечею корови, аби довести до стану пасти. У такому вигляді застосовують для лікування лейкодермічних уражень.
Інше зовнішнє застосування: суміш подрібненого насіння з маслянкою для лікування стригучого лишаю та корости. 
Дерматоз лікували за допомогою ад’ювантної терапії P. corylifolia з іншими місцевими рослинами, такими як Амалакі та Хадіра. Так само і олії бакучі та каранджа змішують із вазеліном для лікування хронічних захворювань шкіри.
Насіння рослини також вважаються корисними при розладі жовчовивідних шляхів, укусах змій і укусах скорпіонів. 
Також насіння використовується у виробництві парфумів. 
Корінь P. corylifolia показав свою ефективність при карієсі зубів.
Листя є протидіарейним.
В Японії рослина, отримана зі спиртом, використовувалася як засіб-добавка в оброблені харчових продуктів, зокрема соління.
P. corylifolia у вигляді екстрактів використовувалася в поєднанні з іншими травами для лікування псоріазу та багатьох інших шкірних захворювань.
Використання при серцевих захворювання, астмі.
В Індії та по всьому світу P. corylifolia доступний у формі різних аюрведичних препаратів, найбільш відомі бренди: Safuf Bars®, Zimad Kibrit®, Svitrakaravati®, Khadirarista®, Algushadi
yoga®, Sarvangasundarigutika®, Bhallatakawaleha®, Maheshwaraghrita®, Ayorajodilepa®, Brihatsomarajitaila®, Somarajighrita®, Bawchichurna®. 

## Біологічна активність

#### Протигрибкова активність
P. corylifolia виявляє значні протигрибкові властивості. Бакухіол, сполука, виділена з насіння, виявила сильну протигрибкову дію проти дерматофітів і видів Candida. Псоралідин також має потужну протигрибкову дію, особливо проти Candida albicans і Trichophyton rubrum.

#### Антиоксидантна активність
Сполуками, що мають антиоксидантні властивості, є флавоноїди та кумарини. Ці антиоксиданти можуть нейтралізувати вільні радикали, потенційно зменшуючи окислювальний стрес і пов’язане з ним пошкодження в організмі. З цією активністю пов'язана нейропротекторна та гепатопротекторна активності.

#### Гепатопротекторна активність
Це допомагає захистити печінку від пошкодження. Дослідження показали, що сполуки рослини можуть знижувати рівень печінкових ферментів і захищати від пошкодження печінки, викликаного токсинами. Ця активність насамперед зумовлена його антиоксидантними властивостями та здатністю модулювати шляхи детоксикації.

#### Нейропротекторна активність
Нейропротекторний ефект P. corylifolia пояснюється його антиоксидантними та протизапальними властивостями. Такі сполуки, як бакухіол і псоралідин, можуть захищати нейрони від окислювального пошкодження та запалення, що свідчить про потенційну користь при нейродегенеративних захворюваннях, таких як хвороби Альцгеймера та Паркінсона.

#### Протиракова активність
Такі сполуки в рослині як псорален, ізопсорален і бакучіол, мають протиракові властивості. Вони можуть індукувати апоптоз і пригнічувати проліферацію різних ліній ракових клітин, включаючи клітини раку молочної залози, легенів і простати.
Бакучіол має селективну активність очищення в печінкових зірчастих клітинах (HSCs) через апоптоз, що вказує на його протиракову активність при раку печінки. У пошуках цитотоксичних сполук з P. corylifolia були виділені два ізофлавоноїди, кориліфоли D і E, з екстракту етилацетату. Псоралідін також виявився активним проти клітин карциноми шлунка. Бакучіол, активний інгредієнт плодів P. corylifolia, в низьких дозах сприяв проліферації клітин і експресії ERα у клітинах MCF-7, а у високих дозах індукував апоптоз і пригнічував ріст клітин раку молочної залози. Крім того, бакучіол індукував експресію ERβ та інгібував мембранний потенціал в мітохондріях клітин MCF-7.

#### Протизапальна активність
P. corylifolia виявляє протизапальну дію завдяки своїм біоактивним сполукам, таким як бакухіол і псоралідин. Ці сполуки пригнічують вироблення прозапальних цитокінів і ферментів, зменшуючи запалення. Це робить рослину потенційно корисною рослиною для лікування таких запальних станів, як артрит і запальні захворювання кишечника.
Антидіабетична активність
Протидіабетичні ефекти P. corylifolia пов’язані з його здатністю покращувати чутливість до інсуліну та знижувати рівень глюкози в крові. Такі сполуки, як бакухіол, посилюють секрецію та дію інсуліну, що робить рослину потенційно корисною для лікування цукрового діабету.

#### Репродуктивна діяльність
Екстракти цієї рослини збільшують кількість і рухливість сперматозоїдів, а також покращують стан яєчників у жінок.

#### Інгібітори ДНК-полімерази і топоізомерази II
Екстракт P. corylifolia в етанолі є сильним інгібітором ДНК-полімерази (ферменту реплікації ДНК). Це було встановлено під час ізоляційного аналізу, який призвів до очищення таких нових сполук, як кориліфолін, бакучіол, необавізофлавон та ресвератрол. У подібному ферментному аналізі були також виділені інгібітори топоізомерази II, зокрема дайджеїн та бакучіцин.

#### Інгібіторна активність щодо ізоформ CYP
Цитохром P450 (CYP) — це група гем-вмісних ферментів, що знаходяться в ліпідному бі-шарі ендоплазматичного ретикулуму та допомагають метаболізувати кілька ліків і канцерогенів. Регуляція активності CYP є основною причиною взаємодії між ліками та травами (рослинами). Сполука бакучіцин, виділена з P. corylifolia, була досліджена на предмет її потенціалу модуляції ізоформ CYP за допомогою суміші проб-субстратів у з'єднаних мікросомах людської печінки (HLMs) та рекомбінантних cDNA-експресованих CYP людини. Бакучіцин інгібував CYP1A-опосередковану фенецетин O-деетиляцію з IC50 0,43 мкМ у HLMs, що було підтверджено рекомбінантними cDNA-експресованими CYP1A1 та CYP1A2 з відповідними значеннями 0,11 та 0,32 мкМ. Тобто сполука бакучіцин є сильним інгібітором CYP1A1 та CYP1A2 у HLMs.

#### Кардіоваскулярний ефект
Бавакалкон збільшує активність люциферази промотору супероксиддисмутази марганцю (MnSOD) та підвищує експресію мРНК та білка MnSOD.
Бавакалкон знижує виробництво мітохондріального супероксиду в ендотеліальних клітинах. Він також стимулює фосфорилювання лімфокіназою B1 та AMPKα. Інтерференція мРНК за допомогою короткої шпилькової РНК (shRNA) AMPK інгібувала індуковану бавакалконом експресію MnSOD. Тобто бавакалкон може захищати ендотеліальну функцію, підвищуючи активність AMPK та експресію MnSOD, знижуючи мітохондріальний оксидативний стрес, що вважається ключовою етіологічною причиною серцево-судинних захворювань.

### Фотосенсибілізація і токсичність
Багато рослинних препаратів, зокрема ефірні олії, містять псорален і метоксипсорален, які можуть викликати фотосенсибілізацію, спричиняючи еритему та пухирці. P. corylifolia часто використовується в лікуванні вітиліго і містить псорален, ізопсорален і псоралідин. Дослідження показали, що її екстракти мають сильну сенсибілізуючу дію на шкіру морських свинок. Інші дослідження виявили токсичність для статевих залоз: 90-денний експеримент на щурах показав атрофію семінальних канальців, лейдигових клітин та простати у самців і зменшення числа жовтих тіл у яєчниках і залоз ендометрія у самок при дозах 1.5% і 3.0%.
Природні сполуки при оцінці їхної токсичності P. corylifolia (бавачин, кориліфол А, необаваісофлавон, IBC і BCN) підтвердили їхню сильну інгібуючу дію на UGT1A1, що може викликати токсичність, зокрема печінкові ураження та підвищення рівня білірубіну. Інші дослідження виявили, що екстракти P. corylifolia, псорален і ізопсорален інгібують активність CYP3A4 (залежить від дози), але жоден з тестованих зразків не показав токсичності.

### Промислове застосування ізольованих сполук
Багато сполук, виділених з P. corylifolia, мають промислове значення і доступні комерційно. 
Наприклад, ангеліцин (CAS 523-50-2) використовується як протигрибковий засіб.
Псорален застосовується у дослідженнях мутацій та механізмів репарації ДНК.
Метокссален (CAS 298-81-7) відомий як потужний інгібітор цитохрому P-450. 
Бакучіол (CAS 10309-37-2) використовується як інгібітор PTP1B і ДНК-полімерази.
Бавачин (CAS 19879-32-4) стимулює утворення кісткової тканини. 
Кориліфол C і ксантоангелол є потужними інгібіторами протеїнкінази. 
Дайджин (CAS 552-66-9) інгібує людську мітохондріальну альдегіддегідрогеназу і демонструє хемопрофілактичну активність. 
Геністеїн (CAS 446-72-0) є специфічним інгібітором протеїнкінази.